# Chełm
Chełm (pronuncia: "cheum", /xɛwm/; in yiddish כעלעם‎?, Chelem) è una città polacca, con 66176 abitanti a fine 2011. Si trova a sud-est di Lublino, a nord di Zamość e a sud di Biała Podlaska, a circa 25 km dal confine con l'Ucraina. Dal 1999 la città si trova nel voivodato di Lublino, mentre fino al 1998 apparteneva al voivodato di Chełm.
La città ha carattere principalmente industriale, anche se ospita importanti monumenti storici e attrazioni turistiche. Nella comicità ebrea, la città è la capitale leggendaria della follia.

## Storia
Le prime tracce di insediamento nell'area dell'attuale Chełm risalgono al IX secolo; nel secolo seguente fu creata una città fortificata slava, che inizialmente servì come centro di culto pagano. L'etimologia del nome non è chiara, anche se molti studiosi fanno derivare il nome dalla radice slava helm o holm che denota una collina. Infatti, il centro della città si trova sulla cima di una collina, chiamata góra chełmska in tempi più moderni. Ci sono comunque altre teorie secondo le quali il nome deriva da una radice celtica. Nel 981 la città, allora abitata dalla tribù slava dei Lendziani, fu resa parte della Rus' di Kiev, insieme alla Terra di Czerwień. Secondo una leggenda locale, Vladimiro il Grande costruì il primo castello in pietra proprio a Chełm nel 1001. Dopo la conquista polacca di Kiev nel 1018, la regione divenne parte della Polonia, ma tornò sotto il dominio di Kiev nel 1031.
Nel 1235 Daniel Romanovich di Halyč assicurò la città con una carta dei diritti, e spostò la capitale del principato di Galizia-Volinia a Chełm. Costruì anche un castello in cima alla collina nel 1240 e vi creò un vescovado ortodosso. Fino al XIV secolo la città si sviluppò come parte di quello stato e poi come parte del Principato di Chełm e Bełz, che ebbe tuttavia vita breve. Nel 1366 il re Casimiro III di Polonia riportò la regione sotto la Polonia e la rese sede di un vescovado cattolico. Il 14 gennaio 1392, con il diritto di Magdeburgo, alla città fu garantita una maggiore autonomia.
Attraverso i secoli, la città fu la capitale della regione storica della Terra di Chełm, e amministrativamente parte del voivodato di Rutenia con capitale a Leopoli. La città prosperò nel XV e XVI secolo. In seguito all'Unione di Brest del 1596 l'eparca di Chełm Dionizy Zbirujski aderì al cattolicesimo, segnando la nascita dell'eparchia cattolica di Chełm e contrasti tra la borghesia urbana ortodossa e i fedeli rurali favorevoli alla Chiesa uniate che dureranno fino al 1678. Declinò poi nel XVIII secolo a causa delle guerre che sconvolsero la Polonia dell'epoca. Nel XVIII secolo la situazione della Polonia orientale si stabilizzò e la città iniziò a ristabilirsi dal danni subiti, attraendo anche nuovi abitanti da tutte le parti della Polonia, inclusa gente di fede cattolica, ortodossa ed ebraica. Nel 1794 fu istituito il voivodato di Chełm. La città fu di nuovo saccheggiata durante la battaglia di Chełm l'8 giugno 1794, quando le forze del generale Józef Zajączek furono sconfitte dai generali russi Valerian Zubov e Franz Moritz Graf von Lacy. L'anno seguente, dopo la Terza Spartizione della Polonia, la città fu annessa all'Arciducato d'Austria.
Durante le guerre napoleoniche nel 1806, con la guerra austro-polacca, la città fu annessa al Ducato di Varsavia, ma già nel 1815 il Congresso di Vienna la assegnò all'Impero russo. All'interno della Russia, la città iniziò un periodo di declino, dato che gli uffici amministrativi e religiosi furono spostati a Lublino. A metà del XIX secolo si stabilì a Chełm una guarnigione di soldati dell'esercito russo: una significativa parte della popolazione era a questo punto formata da militari. Il periodo di declino terminò nel 1866, quando la città fu connessa a una nuova ferrovia. Nel 1875 l'eparchia di Chełm, che aveva subito una politica di russificazione, rigettò l'unione con Roma e fu unita all'arcieparchia ortodossa di Varsavia. I credenti locali, sopravvissuti ai massacri del 1874 e agli arresti, furono automaticamente assoggettati alla Chiesa ortodossa.
Nel 1918, al termine della prima guerra mondiale, la città fu restituita alla rinata Polonia e la Cattedrale ortodossa fu assegnata dalle nuove autorità polacche nazionaliste alla chiesa cattolica di rito latino, stravolgendone l'interno.
Quasi tutta la popolazione ebraica della città fu uccisa nel campo di sterminio di Sobibór durante la Shoah.

## Politica

### Costituente di Biała Podlaska/Chełm/Zamość
Membri del Parlamento (Camera dei deputati della Polonia) eletti da tale costituente
- Badach Tadeusz, SLD-UP
- Bratkowski Arkadiusz, PSL
- Byra Jan, SLD-UP
- Janowski Zbigniew, SLD-UP
- Kwiatkowski Marian, Samoobrona
- Lewczuk Henryk, LPR
- Michalski Jerzy, Samoobrona
- Nikolski Lech, SLD-UP
- Skomra Szczepan, SLD-UP
- Stanibuła Ryszard, PSL
- Stefaniuk Franciszek, PSL
- Żmijan Stanisław, PO

### Amministrazione
La città è gemellata con:
- Utena